# Fotbollsallsvenskan 1985
Die Fotbollsallsvenskan 1985 war die 61. Spielzeit der höchsten schwedischen Fußballliga. Zwischen dem 14. April und dem 6. Oktober 1985 traten die zwölf Erstligisten in Hin- und Rückspiel in der regulären Spielzeit an, ehe anschließend im Pokalmodus ebenfalls in Hin- und Rückspiel die besten vier Mannschaften bis zum 3. November in einer Endrunde die schwedische Meisterschaft ausspielten.

## Saisonverlauf
Die von Roy Hodgson betreute Mannschaft von Malmö FF führte nach Ende der regulären Spielzeit insbesondere aufgrund der guten Auswärtsergebnisse – der Verein blieb auswärts ungeschlagen – auf dem ersten Tabellenplatz. Knapp dahinter folgte Kalmar FF, der am letzten Spieltag durch ein Unentschieden gegen den direkten Konkurrenten aus Malmö den Sprung auf den ersten Platz verpasste. Die Entscheidung um die beiden weiteren Endrundenteilnehmer fiel am letzten Spieltag auf Basis des Torverhältnisses. Während IFK Göteborg ein 2:2-Unentschieden gegen IK Brage genügte, um mit einer Tordifferenz von 14 Toren den vierten Rang zu belegen, zog Örgryte IS (+15) durch einen 6:1-Auswärtserfolg bei Mjällby AIF am punktgleichen Konkurrenten AIK (+10) auf den dritten Platz vorbei, dem lediglich ein 1:0-Erfolg über IFK Norrköping vergönnt war und damit den undankbaren fünften Platz belegte. Damit waren auch die allenfalls theoretischen Chancen von Hammarby IF, der zwei Punkte Rückstand und ein deutlich schlechteres Torverhältnis aufwies, zunichtegemacht und der 3:2-Auswärtserfolg bei Absteiger Trelleborgs FF bedeutungslos.
Ausgerechnet in der Endrunde verlor Malmö FF das Auswärtsspiel bei IFK Göteborg und musste nach einer Heimniederlage bereits im Halbfinale den Gewinn des Von-Rosens-Pokal abschreiben. Im anderen Halbfinale setzte sich die von Agne Simonsson trainierte Mannschaft von Örgryte IS ebenfalls mit zwei Siegen gegen Kalmar FF durch. Im Göteborger Stadtduell im Endspiel gewann ÖIS am 31. Oktober das Finalhinspiel „auswärts“ durch Tore des zweifachen Torschützen Jan Hellström, Glenn Martindahl und Sören Börjesson mit 4:2 und konnte nach einer 2:3-Heimspielniederlage am 3. November, bei der Jan Gidebratt und erneut Jan Hellström die Tore erzielten, zum ersten Mal seit 1913 den schwedischen Meistertitel erringen.
Im Abstiegskampf gab es lange Zeit einen Vierkampf zwischen IK Brage, IFK Norrköping, Mjällby AIF und Trelleborgs FF. TFF stand letztlich bereits vorzeitig als Absteiger fest, da der Mannschaft lediglich ein Auswärtssieg gelang. IK Brage konnte sich schließlich am vorletzten Spieltag durch einen 2:1-Sieg gegen den direkten Konkurrenten Mjällby AIF ein ausreichend sicheres Polster herausspielen, so dass am letzten Spieltag die beiden anderen Mannschaften, die auf zwei der Kandidaten um die Meisterschaftsendrunde trafen, sich ein Duell um den Klassenerhalt lieferten. Da beide ihre jeweiligen Spiele verloren, musste Mjällby AIF der Heimschwäche Tribut zollen, da im heimischen Strandvallen nur ein Sieg gegen IFK Göteborg gelang, und konnte IFK Norrköping nicht mehr verdrängen. Damit mussten die beiden Vorjahresaufsteiger direkt wieder absteigen.

## Abschlusstabelle
| Pl. | Verein             | Sp. | S  | U | N  | Tore    | Diff. | Punkte |
| --- | ------------------ | --- | -- | - | -- | ------- | ----- | ------ |
| 1.  | Malmö FF (P)       | 22  | 11 | 8 | 3  | 029:140 | +15   | 30:14  |
| 2.  | Kalmar FF          | 22  | 10 | 8 | 4  | 036:300 | +6    | 28:16  |
| 3.  | Örgryte IS         | 22  | 9  | 8 | 5  | 036:210 | +15   | 26:18  |
| 4.  | IFK Göteborg (M)   | 22  | 9  | 8 | 5  | 039:250 | +14   | 26:18  |
| 5.  | AIK Solna          | 22  | 10 | 6 | 6  | 029:190 | +10   | 26:18  |
| 6.  | Hammarby IF        | 22  | 9  | 6 | 7  | 033:310 | +2    | 24:20  |
| 7.  | Halmstads BK       | 22  | 7  | 7 | 8  | 025:310 | −6    | 21:23  |
| 8.  | Östers IF          | 22  | 9  | 2 | 11 | 028:350 | −7    | 20:24  |
| 9.  | IK Brage           | 22  | 5  | 9 | 8  | 026:280 | −2    | 19:25  |
| 10. | IFK Norrköping     | 22  | 6  | 5 | 11 | 026:350 | −9    | 17:27  |
| 11. | Mjällby AIF (N)    | 22  | 4  | 7 | 11 | 021:410 | −20   | 15:29  |
| 12. | Trelleborgs FF (N) | 22  | 4  | 4 | 14 | 023:440 | −21   | 12:32  |

Platzierungskriterien: 1. Punkte – 2. Tordifferenz – 3. geschossene Tore

| (M) | Amtierender Meister             |
| (P) | Amtierender Pokalsieger 1983/84 |
| (N) | Neuaufsteiger                   |

## Kreuztabelle
| 1985 | 1985           | Malmö FF | Kalmar FF |     | IFK Göteborg | AIK Solna | Hammarby IF | Halmstads BK | Östers IF | IK Brage | IFK Norrköping | Mjällby AIF | TRE |
| 1.   | Malmö FF       |          | 0:0       | 3:0 | 2:1          | 0:1       | 0:1         | 2:2          | 0:1       | 1:0      | 2:1            | 2:0         | 2:0 |
| 2.   | Kalmar FF      | 0:0      |           | 2:0 | 2:2          | 0:5       | 3:1         | 4:1          | 0:1       | 3:2      | 0:0            | 5:0         | 3:1 |
| 3.   | Örgryte IS     | 1:1      | 2:2       |     | 2:1          | 1:2       | 2:2         | 1:0          | 2:0       | 2:1      | 0:0            | 1:1         | 0:0 |
| 4.   | IFK Göteborg   | 0:1      | 6:2       | 0:0 |              | 4:0       | 1:0         | 2:0          | 4:2       | 2:2      | 4:2            | 0:0         | 2:2 |
| 5.   | AIK Solna      | 0:0      | 1:1       | 0:1 | 1:1          |           | 0:0         | 0:1          | 1:0       | 1:0      | 1:0            | 1:2         | 3:1 |
| 6.   | Hammarby IF    | 0:2      | 0:1       | 2:1 | 1:1          | 3:1       |             | 2:2          | 0:2       | 3:1      | 2:1            | 2:2         | 2:1 |
| 7.   | Halmstads BK   | 0:0      | 1:1       | 1:6 | 1:2          | 1:1       | 2:1         |              | 1:0       | 1:1      | 1:2            | 2:2         | 2:0 |
| 8.   | Östers IF      | 1:4      | 1:2       | 1:0 | 2:1          | 1:6       | 1:2         | 2:1          |           | 3:1      | 2:2            | 0:1         | 2:3 |
| 9.   | IK Brage       | 1:1      | 1:1       | 1:1 | 0:0          | 1:1       | 3:2         | 0:2          | 2:0       |          | 1:1            | 2:1         | 4:0 |
| 10.  | IFK Norrköping | 2:3      | 1:2       | 0:2 | 0:2          | 1:0       | 1:1         | 0:1          | 1:4       | 1:0      |                | 5:3         | 4:2 |
| 11.  | Mjällby AIF    | 1:1      | 0:3       | 1:6 | 2:0          | 0:2       | 1:3         | 0:1          | 1:2       | 1:1      | 0:1            |             | 1:1 |
| 12.  | Trelleborgs FF | 1:2      | 4:0       | 0:5 | 1:2          | 0:1       | 2:3         | 2:1          | 0:0       | 0:1      | 2:0            | 0:1         |     |

## Meisterschaftsendrunde

### Übersicht
|  | Halbfinale | Halbfinale   | Halbfinale |  |  | Finalspiele | Finalspiele  | Finalspiele |
|  |            |              |            |  |  |             |              |             |
|  |            |              |            |  |  |             |              |             |
|  | 4          | IFK Göteborg | 4          |  |  |             |              |             |
|  | 1          | Malmö FF     | 1          |  |  |             |              |             |
|  |            |              |            |  |  | 4           | IFK Göteborg | 5           |
|  |            |              |            |  |  | 3           | Örgryte IS   | 6           |
|  | 3          | Örgryte IS   | 7          |  |  |             |              |             |
|  | 2          | Kalmar FF    | 3          |  |  |             |              |             |
|  |            |              |            |  |  |             |              |             |

### Halbfinale
|              | Gesamt |           | Hinspiel | Rückspiel |
| ------------ | ------ | --------- | -------- | --------- |
| Örgryte IS   | 7:3    | Kalmar FF | 4:2      | 3:1       |
| IFK Göteborg | 4:1    | Malmö FF  | 2:1      | 2:0       |

### Finale
|              | Gesamt |            | Hinspiel | Rückspiel |
| ------------ | ------ | ---------- | -------- | --------- |
| IFK Göteborg | 5:6    | Örgryte IS | 2:4      | 3:2       |

## Entscheidungen
| Schwedischer Meister und Teilnahme am Europapokal der Landesmeister: Örgryte IS |
| Teilnahme am UEFA-Pokal: Kalmar FF, IFK Göteborg                                |
| Abstieg in die Division 1: Mjällby AIF, Trelleborgs FF                          |
| Aufsteiger aus der Division 1: Djurgårdens IF und IF Elfsborg                   |

## Torschützenliste
Der Titel des Torschützenkönigs wurde zwischen drei Spielern geteilt. Sören Börjesson von Örgryte IS, Peter Karlsson und Billy Lansdowne jeweils von Kalmar FF führten am Ende der regulären Spielzeit mit jeweils zehn Toren die Torschützenliste an. Damit stellten sie einen Minusrekord auf, niemals vorher genügten weniger Tore. Fünf Jahre später egalisierte Kaj Eskelinen diesen Wert. In der Endrunde stachen Jan Hellström von Örgryte IS und Stefan Pettersson von Finalgegner IFK Göteborg mit jeweils fünf Toren heraus.
| Pl. | Spieler           | Mannschaft   | Tore |
| --- | ----------------- | ------------ | ---- |
| 1.  | Sören Börjesson   | Örgryte IS   | 10   |
| 1.  | Peter Karlsson    | Kalmar FF    | 10   |
| 1.  | Billy Lansdowne   | Kalmar FF    | 10   |
| 4.  | Michael Andersson | Hammarby IF  | 8    |
| 4.  | Thomas Andersson  | AIK Solna    | 8    |
| 4.  | Jan Hellström     | Örgryte IS   | 8    |
| 4.  | Torbjörn Nilsson  | IFK Göteborg | 8    |